# Jean-Baptiste de Caux de Blacquetot
Pour les articles homonymes, voir Caux (homonymie).
Pour les autres membres des familles, voir Pierre-Jean de Caux de Blacquetot et Louis-Victor de Caux de Blacquetot.
 (mars 2019).
Si vous disposez d'ouvrages ou d'articles de référence ou si vous connaissez des sites web de qualité traitant du thème abordé ici, merci de compléter l'article en donnant les références utiles à sa vérifiabilité et en les liant à la section « Notes et références ».
Jean-Baptiste de Caux de Blacquetot, né le 24 mai 1723 à Montreuil (Pas-de-Calais), mort le 8 septembre 1796 à Essen (Royaume de Westphalie), est un général de division de la Révolution française. 

## Biographie
Frère de Pierre-Jean de Caux de Blacquetot. 
Jean-Baptiste de Caux de Blacquetot rejoint le corps du génie en 1740, et il se trouve en 1745, à la bataille de Fontenoy, puis au siège de la ville et de la citadelle de Tournai. Il est envoyé en 1746, au Canada, et il se fait remarquer de la manière la plus avantageuse dans le cours de la campagne dite « de Chibouctou », que le gouvernement crut devoir compter pour trois campagnes de terre, aux militaires, qui l'ont faite. Le grade de capitaine à la suite du régiment Royal des Vaisseaux lui est accordé en 1749, et le roi le fait chevalier de Saint-Louis à l'âge de 35 ans.
Il est employé au siège de Munster pendant la campagne de 1759, et continue de servir aux armées pendant toutes les campagnes suivantes jusqu'en 1763. Il prend part successivement aux sièges de Marbourg, de Dillenburg, de Ziegenheim, et en 1761, à la mémorable défense de Cassel en qualité de commandant du génie. Une faible garnison laissée dans cette place, alors en mauvais état de défense, force une armée de 30 000 hommes à se retirer après trois mois de siège. Le roi récompense la belle conduite du capitaine de Caux dans cette circonstance par le grade de lieutenant-colonel et une pension de 600 livres sur le trésor royal. Il se trouve l'année suivante à l'affaire de Grebenstein, où il rend de nouveaux services.
Il obtient en 1768, le brevet de colonel, et deux ans après celui de brigadier d'infanterie. Une pension de 10 000 livres sur l'ordre de Saint-Louis lui est accordée en 1771. Nommé directeur des fortifications du Hainaut et de la Champagne en 1771, il déploie dans l'exercice de cette fonction tous les talents d'un ingénieur distingué. Il est promu maréchal-de-camp en 1780.
Il est élevé au grade de lieutenant-général depuis 1791, lorsqu'il est destitué et mis hors la loi par les comités révolutionnaires en 1793 après la chute de Valenciennes. Il se retire à Essen en Westphalie, où il meurt 3 mois après.
Marié, en 1767 à Versailles, avec Marie Hippolyte Thierry, il est le père du général-vicomte Louis-Victor de Caux de Blacquetot.